# Club Deportivo Morón 2010-2011

## Rosa
| N. |                      | Ruolo | Calciatore                     |
| -- | -------------------- | ----- | ------------------------------ |
|    | Argentina (bandiera) | P     | Alejandro Migliardi (capitano) |
|    | Argentina (bandiera) | P     | Diego Ezquerra                 |
|    | Argentina (bandiera) | D     | Kily González                  |
|    | Argentina (bandiera) | D     | Daniel Cerruti                 |
|    | Argentina (bandiera) | D     | Juan Pablo Rochi               |
|    | Argentina (bandiera) | D     | Antonio Sebastián Pérez        |
|    | Argentina (bandiera) | D     | Joel Bravo                     |
|    | Argentina (bandiera) | D     | Gustavo Echeverría             |
|    | Argentina (bandiera) | D     | David Reano                    |
|    | Argentina (bandiera) | D     | Guillermo Báez                 |
|    | Argentina (bandiera) | C     | Carlos Emmanuel Escudero       |
|    | Argentina (bandiera) | C     | Maximiliano Aráoz Lazaga       |
|    | Argentina (bandiera) | C     | Luis Ferreyra                  |
|    | Argentina (bandiera) | C     | Nicolás Sánchez                |

| N. |                      | Ruolo | Calciatore           |  |
| -- | -------------------- | ----- | -------------------- |  |
|    | Argentina (bandiera) | C     | Hernán Lillo         |  |
|    | Argentina (bandiera) | C     | Gustavo Velázquez    |  |
|    | Argentina (bandiera) | C     | Jonathan La Rosa     |  |
|    | Argentina (bandiera) | C     | Ezequiel Zelaya      |  |
|    | Argentina (bandiera) | C     | Nahuel Chacón        |  |
|    | Argentina (bandiera) | C     | Gerardo Martínez     |  |
|    | Argentina (bandiera) | C     | Hernan Bruno         |  |
|    | Argentina (bandiera) | A     | Pablo Acosta         |  |
|    | Argentina (bandiera) | A     | Ignacio Bilbao       |  |
|    | Argentina (bandiera) | A     | Cristian Campozano   |  |
|    | Argentina (bandiera) | A     | Mauro Conocchiari    |  |
|    | Paraguay (bandiera)  | A     | Diego Barrios Suárez |  |
|    | Argentina (bandiera) | A     | Damián Akerman       |  |